# Vilapicina i Torre Llobeta
Vilapicina-Torre Llobeta este un cartier din districtul 8, Nou Barris, al orasului Barcelona.